# Local color
Local color is een studioalbum van Steve Khan en Rob Mounsey.
Khan had gedurende de toer volgend op Casa loco even iets anders te doen. Hij ging mee op tournee met Joe Zawinuls Weather Update (de opvolger van Weather Report). In Japan, waar Steve Khan beroemder was dan elders, werd een nieuw platenlabel opgericht in verband met de grote vraag naar nieuwe compact discs: Denon Records, verbonden aan Columbia Records (Nippon Columbia). Khan had gehoopt nog even mee te kunnen spelen met Zawinul, maar het project was eindig en zo kon hij tijd vrij maken voor een opname in april en mei 1987 met Rob Mounsey. Dat Khan heeft gespeeld met Zawinul van Weather Report is nergens zo goed hoorbaar als op dit album. Met name in track 4 Gondolas spelen Khan en Mounsey meer in de Weather Reportstijl, dan Weather Report ooit heeft gespeeld. Opnamen vonden plaats in New York, in de geluidsstudio Flying Monkey.
Voor de platenhoes moest Khan het stellen zonder Jean-Michel Folon. Het album kreeg een nominatie voor een Grammy Award, Khan was daar blij mee, maar niet voor het genre waarbij het ingedeeld was new agemuziek. Rob Mounsey had eerder opgenomen met Steely Dan (album Gaucho) en Paul Simon (album Graceland).

## Musici
- Steve Khan – gitaar
- Rob Mounsey – toetsinstrumenten, programmeerwerk, sequencer en stem

## Muziek
| Nr. | Titel                               | Duur  |
| --- | ----------------------------------- | ----- |
| 1.  | Tafiya (Khan/Mounsey)               | 9:47  |
| 2.  | The blue rose (Khan)                | 4:45  |
| 3.  | I see a long journey (Mounsey/Khan) | 10:20 |
| 4.  | Gondolas (Mounsey/Khan)             | 8:40  |
| 5.  | Intruder (Mounsey/Khan)             | 7:12  |
| 6.  | The hunt (Khan/Mounsey)             | 8:35  |
| 7.  | Mahana (Mounsey)                    | 5:37  |